# Kia Venga
Le Kia Venga est un petit monospace du constructeur automobile sud-coréen Kia Motors  dévoilé lors du salon de l'automobile de Francfort en septembre 2009 et a été lancé en janvier 2010. Déjà Récompensé en 2009 par le prix du « Design Produit » de l’iF, le monospace de Kia a reçu le « Red Dot Design Award 2010 », dans la catégorie « Design Produit ».

## Motorisation
En France, le Venga est disponible avec trois moteurs :
- 4 cyl. 1.4 CVVT 90 ch
- 4 cyl. 1.6 CVVT 125 ch
- 4 cyl. 1.4 CRDi FAP 90 ch
- 4 cyl. 1.6 CRDi FAP 115 ch depuis le mois de juin 2010.

## Succession
Fin 2017, le Venga a été remplacé par un crossover urbain nommé Kia Stonic.